# Canato de Bacu
Canato de Bacu (em azeri: Bakı xanlığı; em persa: خانات باکو‎; romaniz.: Khānāt-e Baku) foi um canato muçulmano autônomo surgido na região de Bacu, no atual Azerbaijão, em 1747, e que existiu até 1806, quando foi anexado pelo Império Russo.